# Eleições distritais no Distrito Federal em 1986
As eleições distritais no Distrito Federal em 1986 aconteceram em 15 de novembro como parte das eleições na referida unidade federativa, em 23 estados e nos territórios federais do Amapá e Roraima. Foram eleitos os senadores Maurício Corrêa, Meira Filho e Pompeu de Sousa, além de oito deputados federais.
Capital do Brasil Colônia desde 1763, a cidade do Rio de Janeiro foi juridicamente separada do estado homônimo graças à promulgação do Ato Adicional no Período Regencial em 12 de agosto de 1834 e manteve tal status com a Proclamação da República, quando mudou sua natureza de município neutro para Distrito Federal. Com o fim do Estado Novo o Distrito Federal passou a eleger senadores e deputados federais para representá-lo no Congresso Nacional e uma bancada de vereadores para deliberar sobre assuntos locais. Com a mudança da capital federal para Brasília em 21 de abril de 1960, o antigo Distrito Federal deu lugar ao estado da Guanabara cuja existência durou até a fusão com o estado do Rio de Janeiro em 15 de março de 1975, já no Governo Ernesto Geisel.
Após a transferência da capital os brasilienses votaram na eleição presidencial de 1960, mas só regressaram às urnas quando o Regime Militar de 1964 mudou a legislação e permitiu a captação de votos no Distrito Federal remetendo-os a seguir aos estados de origem dos eleitores, mecanismo vigente em 1974, 1978 e 1982. Após a instalação da Nova República, a Emenda Constitucional n.º 25, de 15 de maio de 1985, concedeu ao Distrito Federal o direito de representação política no Congresso Nacional e a Carta Magna de 1988 assegurou-lhe o direito de eleger seu próprio governador a partir de 1990.
Com três vagas em disputa para o Senado Federal, os brasilienses apresentaram sessenta e nove concorrentes num pleito onde a regra da sublegenda determinava a eleição dos mais votados de cada partido ou coligação e não os de maior escore individual, razão pela qual Lauro Campos e Maerle Lima foram derrotados por Meira Filho e Pompeu de Sousa enquanto Maurício Corrêa, o primeiro colocado, não foi atingido por tal casuísmo.

## Biografia dos senadores eleitos

### Maurício Corrêa
O mais votado dentre os senadores eleitos foi Maurício Corrêa. Natural de São João do Manhuaçu (MG), formou-se advogado pela Universidade Federal de Minas Gerais em 1960, fixou residência em Brasília. Em 1976 ingressou no Instituto dos Advogados de Goiás e no Instituto dos Advogados do Distrito Federal, onde presidiu a seccional da Ordem dos Advogados do Brasil durante o governo João Figueiredo, posto do qual abdicou após se eleger senador pelo PDT em 1986.

### Meira Filho
Também eleito senador, o jornalista Meira Filho nasceu em Taperoá (PB) e ao estabelecer-se no Rio de Janeiro, trabalhou na Rádio Globo, Rádio Tupi, Rádio Eldorado, Rádio Jornal do Brasil, Rádio Mauá e Rádio Nacional. Nesse ínterim trabalhou com César Ladeira e em 1958 foi escolhido locutor oficial da Presidência da República por Juscelino Kubitschek e nessa condição transmitiu a inauguração de Brasília ao vivo pela TV e a seguir foi sócio fundador do Clube dos Pioneiros. Trabalhou em O Globo, Folha de S.Paulo, Correio da Manhã e A Gazeta, além de voltar ao rádio. Outrora membro do PDT e do PDC, atendeu ao convite do governador José Aparecido de Oliveira e mudou para o PMDB elegendo-se senador pelo Distrito Federal em 1986.

### Pompeu de Sousa
A última vaga senatorial coube ao também jornalista Pompeu de Sousa. Formado em psicologia e sociologia na Universidade Federal do Rio de Janeiro, foi professor de jornalismo na referida instituição. Natural de Redenção (CE), foi um dos fundadores do Diário Carioca e da Universidade de Brasília. Presidente do grupo de trabalho que regulamentou a profissão de jornalista, foi membro da UDN e do PSB, e só retornou às lutas partidárias via PMDB como secretário de Educação no governo de José Aparecido de Oliveira. Foi eleito senador em 1986, mas por ser o menos votado, seu mandato teria fim pouco depois das eleições de 1990.

## Resultado da eleição para senador
Segundo o Tribunal Regional Eleitoral do Distrito Federal, houve 1.613.969 votos nominais, 318.512 votos em branco e 138.611 votos nulos, totalizando 2.071.092 eleitores. Este último número corresponde ao triplo dos eleitores que compareceram às urnas, pois eram três as vagas de senador.

### PDS
Os candidatos do PDS somaram 33.190 votos (2,06%).
| Candidatos a senador da República | Relação dos suplentes de senador             | Número | Coligação                           | Votação | Percentual |
| --------------------------------- | -------------------------------------------- | ------ | ----------------------------------- | ------- | ---------- |
| Acyr Pitanga Seixas Filho PDS     | Rondon Guimarães PDS Lígia Pietrini PDS      | 111    | Aliança Popular (PDS, PPB, PN, PRP) | 21.261  | 1,32%      |
| Aref Assreuy PDS                  | Márcio Mafra PDS José Júlio Gomes Galvão PDS | 112    | Aliança Popular (PDS, PPB, PN, PRP) | 11.929  | 0,74%      |
| Fontes:                           |                                              |        |                                     |         |            |

### PDT
A chapa do PDT foi homologada por dezoito convencionais e conquistou 221.138 votos (13,71%) sem recorrer às sublegendas.
| Candidatos a senador da República | Relação dos suplentes de senador           | Número | Coligação          | Votação | Percentual |
| --------------------------------- | ------------------------------------------ | ------ | ------------------ | ------- | ---------- |
| Maurício Corrêa PDT               | Pedro Teixeira PDT Carlos Farias Ponte PDT | 121    | PDT, PJ (sem nome) | 197.637 | 12,25%     |
| Tito Figueiroa PDT                | Marian Rocha PDT Nadir Bispo Faria PDT     | 122    | PDT, PJ (sem nome) | 13.656  | 0,85%      |
| Valério Gonçalves PDT             | Almiro Batalha PDT Delton Mattos PDT       | 123    | PDT, PJ (sem nome) | 9.845   | 0,61%      |
| Fontes:                           |                                            |        |                    |         |            |

### PT
A chapa do PT conquistou 195.957 votos (12,15%) sem recorrer às sublegendas.
| Candidatos a senador da República | Relação dos suplentes de senador                                   | Número | Coligação          | Votação | Percentual |
| --------------------------------- | ------------------------------------------------------------------ | ------ | ------------------ | ------- | ---------- |
| Lauro Campos PT                   | Natalino Cavalcante de Melo PT Jorge Augusto de Oliveira Vinhas PT | 133    | PT (sem coligação) | 134.930 | 8,36%      |
| Arlete Sampaio PT                 | Ricardo Monte Rosa PT - PT                                         | 131    | PT (sem coligação) | 36.405  | 2,26%      |
| Paulo Vale Filho PT               | Oldemar Borges de Matos PT Carlos Geraldo Megale PT                | 132    | PT (sem coligação) | 24.622  | 1,53%      |
| Fontes:                           |                                                                    |        |                    |         |            |

### PTB
Os candidatos do PTB somaram 22.003 votos (1,36%).
| Candidatos a senador da República | Relação dos suplentes de senador               | Número | Coligação           | Votação | Percentual |
| --------------------------------- | ---------------------------------------------- | ------ | ------------------- | ------- | ---------- |
| Sebastião Gomes da Silva PTB 2    | Avenilo Pereira PTB 2 Waldemar Soares PTB 2    | 142    | PTB (sem coligação) | 11.171  | 0,69%      |
| José Pinto da Rocha PTB 3         | Semírames Burgos PTB 3 Tito Régis PTB 3        | 143    | PTB (sem coligação) | 6.157   | 0,38%      |
| Ferreira de Castro PTB 1          | Guilherme Gomes PTB 1 José Lordo Ximenes PTB 1 | 141    | PTB (sem coligação) | 4.675   | 0,29%      |
| Fontes:                           |                                                |        |                     |         |            |

### PMDB
Os candidatos do PMDB somaram 533.718 votos (33,06%) divididos em três sublegendas.
| Candidatos a senador da República | Relação dos suplentes de senador | Número | Coligação                                                | Votação | Percentual |
| --------------------------------- | -------------------------------- | ------ | -------------------------------------------------------- | ------- | ---------- |
| Maerle Ferreira Lima PMDB 1       | João Gonçalves Vieira PMDB 1     | 151    | Movimento Democrático de Brasília (PMDB, PCB, PCdoB, PS) | 129.645 | 8,03%      |
| Meira Filho PMDB 2                | César Trajano de Lacerda PMDB 2  | 154    | Movimento Democrático de Brasília (PMDB, PCB, PCdoB, PS) | 127.698 | 7,91%      |
| Lindberg Aziz Cury PMDB 2         | José Arocha PMDB 2               | 153    | Movimento Democrático de Brasília (PMDB, PCB, PCdoB, PS) | 102.652 | 6,36%      |
| Pompeu de Sousa PMDB 3            | Benoni Dias Beltrão PMDB 3       | 155    | Movimento Democrático de Brasília (PMDB, PCB, PCdoB, PS) | 92.694  | 5,74%      |
| Carlos Murilo PMDB 3              | Atarcísio de Andrade PMDB 3      | 156    | Movimento Democrático de Brasília (PMDB, PCB, PCdoB, PS) | 61.563  | 3,81%      |
| Wilson Andrade PMDB 1             | PMDB 1                           | 152    | Movimento Democrático de Brasília (PMDB, PCB, PCdoB, PS) | 19.466  | 1,21%      |
| Fontes:                           |                                  |        |                                                          |         |            |

### PPB
Os candidatos do PPB somaram 8.847 votos (0,54%).
| Candidatos a senador da República | Relação dos suplentes de senador | Número | Coligação                           | Votação | Percentual |
| --------------------------------- | -------------------------------- | ------ | ----------------------------------- | ------- | ---------- |
| João Ferreira da Silva PPB 3      | -                                | 163    | Aliança Popular (PDS, PPB, PN, PRP) | 3.615   | 0,22%      |
| Antônio Joaquim Dourado PPB 1     | -                                | 161    | Aliança Popular (PDS, PPB, PN, PRP) | 2.736   | 0,17%      |
| Gerardo Lima Aguiar PPB 2         | -                                | 162    | Aliança Popular (PDS, PPB, PN, PRP) | 2.496   | 0,15%      |
| Fontes:                           |                                  |        |                                     |         |            |

### PDC
Os candidatos do PDC somaram 46.908 votos (2,90%).
| Candidatos a senador da República | Relação dos suplentes de senador | Número | Coligação                                           | Votação | Percentual |
| --------------------------------- | -------------------------------- | ------ | --------------------------------------------------- | ------- | ---------- |
| Newton Egydio Rossi PDC 1         | Walter de Lima Cruz PDC 1        | 171    | Coligação Progressista e Democrática (PDC, PL, PMB) | 22.682  | 1,41%      |
| Alberto Peres PDC 1               | Clésia Pinho Pires PDC 1         | 172    | Coligação Progressista e Democrática (PDC, PL, PMB) | 10.077  | 0,62%      |
| Osvaldo Gomes PDC 2               | Roberto de Araújo Lima PDC 2     | 174    | Coligação Progressista e Democrática (PDC, PL, PMB) | 5.082   | 0,31%      |
| Adonias Araújo do Prado PDC 3     | -                                | 177    | Coligação Progressista e Democrática (PDC, PL, PMB) | 4.456   | 0,28%      |
| Ernani Filgueiras Pimentel PDC 3  | -                                | 178    | Coligação Progressista e Democrática (PDC, PL, PMB) | 2.636   | 0,16%      |
| Waldemiro Mendes da Silva PDC 2   | - PDC 2                          | 175    | Coligação Progressista e Democrática (PDC, PL, PMB) | 1.975   | 0,12%      |
| José Soares de Oliveira PDC 3     | -                                | 178    | Coligação Progressista e Democrática (PDC, PL, PMB) | -       | -          |
| Fontes:                           |                                  |        |                                                     |         |            |

### PMC
Os candidatos do PMC somaram 6.224 votos (0,39%).
| Candidatos a senador da República | Relação dos suplentes de senador | Número | Coligação                                       | Votação | Percentual |
| --------------------------------- | -------------------------------- | ------ | ----------------------------------------------- | ------- | ---------- |
| Léa Sayão PMC                     | -                                | 182    | Mobilização Social Progressista (PMC, PSC, PMN) | 2.666   | 0,17%      |
| Sebastião Bortone PMC             | -                                | 181    | Mobilização Social Progressista (PMC, PSC, PMN) | 1.817   | 0,11%      |
| José Bonifácio Galvão PMC         | -                                | 183    | Mobilização Social Progressista (PMC, PSC, PMN) | 1.741   | 0,11%      |
| Fontes:                           |                                  |        |                                                 |         |            |

### PSC
Os candidatos do PSC somaram 16.851 votos (1,05%).
| Candidatos a senador da República | Relação dos suplentes de senador | Número | Coligação                                       | Votação | Percentual |
| --------------------------------- | -------------------------------- | ------ | ----------------------------------------------- | ------- | ---------- |
| Nísio Tostes PSC                  | -                                | 202    | Mobilização Social Progressista (PMC, PSC, PMN) | 10.925  | 0,68%      |
| Ênio Alex Queiroz PSC             | -                                | 201    | Mobilização Social Progressista (PMC, PSC, PMN) | 3.900   | 0,24%      |
| Itiberê Zen PSC                   | -                                | 173    | Mobilização Social Progressista (PMC, PSC, PMN) | 2.026   | 0,13%      |
| Fontes:                           |                                  |        |                                                 |         |            |

### PL
A chapa do PL foi homologada por sete convencionais e conquistou 51.634 votos (3,19%).
| Candidatos a senador da República | Relação dos suplentes de senador | Número | Coligação                                           | Votação | Percentual |
| --------------------------------- | -------------------------------- | ------ | --------------------------------------------------- | ------- | ---------- |
| José Ornelas PL 1                 | Hércules Bonifácio PL 1          | 221    | Coligação Progressista e Democrática (PDC, PL, PMB) | 38.392  | 2,38%      |
| Silvano Bomfim PL 1               | Donésio Carvalho PL 1            | 222    | Coligação Progressista e Democrática (PDC, PL, PMB) | 8.627   | 0,53%      |
| César Rômulo Silveira PL 2        | Joaquim Pedro Oliveira PL 2      | 224    | Coligação Progressista e Democrática (PDC, PL, PMB) | 2.662   | 0,16%      |
| Antônio Duarte Filho PL 2         | José de Oliveira PL 2            | 225    | Coligação Progressista e Democrática (PDC, PL, PMB) | 1.953   | 0,12%      |
| Fontes:                           |                                  |        |                                                     |         |            |

### PCB
Mais de duzentos convencionais homologaram a chapa do PCB.
| Candidatos a senador da República | Relação dos suplentes de senador                 | Número | Coligação                                                | Votação | Percentual |
| --------------------------------- | ------------------------------------------------ | ------ | -------------------------------------------------------- | ------- | ---------- |
| Carlos Alberto Torres PCB         | Arildo Sales Dória PCB José Carlos Teramussi PCB | 233    | Movimento Democrático de Brasília (PMDB, PCB, PCdoB, PS) | 80.295  | 4,97%      |
| Fontes:                           |                                                  |        |                                                          |         |            |

### PCdoB
| Candidatos a senador da República | Relação dos suplentes de senador          | Número | Coligação                                                | Votação | Percentual |
| --------------------------------- | ----------------------------------------- | ------ | -------------------------------------------------------- | ------- | ---------- |
| Paulo Sérgio Cassis PCdoB         | Antônia Gomes PCdoB Elizabete Alves PCdoB | 241    | Movimento Democrático de Brasília (PMDB, PCB, PCdoB, PS) | 4.289   | 0,27%      |
| Fontes:                           |                                           |        |                                                          |         |            |

### PFL
Os candidatos do PFL somaram 222.110 votos (13,77%).
| Candidatos a senador da República | Relação dos suplentes de senador | Número | Coligação           | Votação | Percentual |
| --------------------------------- | -------------------------------- | ------ | ------------------- | ------- | ---------- |
| Benedito Domingos PFL 1           | Cícero Miranda PFL               | 252    | PFL (em sublegenda) | 80.485  | 4,99%      |
| Osório Adriano PFL 1              | Salviano Guimarães PFL           | 251    | PFL (em sublegenda) | 68.211  | 4,23%      |
| Paulo Xavier PFL 2                | Edgar Viana PFL                  | 253    | PFL (em sublegenda) | 37.619  | 2,33%      |
| Antônio Venâncio da Silva PFL 3   | -                                | 256    | PFL (em sublegenda) | 15.638  | 0,97%      |
| Clarindo Carlos da Rocha PFL 3    | -                                | 255    | PFL (em sublegenda) | 9.799   | 0,61%      |
| Othon Pio de Abreu PFL 2          | Helena Carvalho PFL              | 254    | PFL (em sublegenda) | 6.813   | 0,42%      |
| Edísio Gomes de Matos PFL 3       | -                                | 257    | PFL (em sublegenda) | 3.545   | 0,22%      |
| Olavo Pinto Coelho PFL            | - PFL                            | 258    | PFL (em sublegenda) | zero    | -          |
| Fontes:                           |                                  |        |                     |         |            |

### PMB
Os candidatos do PMB somaram 20.013 votos (1,24%).
| Candidatos a senador da República | Relação dos suplentes de senador                      | Número | Coligação                                           | Votação | Percentual |
| --------------------------------- | ----------------------------------------------------- | ------ | --------------------------------------------------- | ------- | ---------- |
| Manuel Oséas PMB                  | Reinaldo Pereira da Silva PMB José Domingos Neves PMB | 261    | Coligação Progressista e Democrática (PDC, PL, PMB) | 12.241  | 0,76%      |
| Fernando Antônio Conde PMB        | Agnaldo Francisco da Silva PMB Cesarino de Castro PMB | 262    | Coligação Progressista e Democrática (PDC, PL, PMB) | 7.772   | 0,48%      |
| Fontes:                           |                                                       |        |                                                     |         |            |

### PN
| Candidatos a senador da República | Relação dos suplentes de senador                       | Número | Coligação                           | Votação | Percentual |
| --------------------------------- | ------------------------------------------------------ | ------ | ----------------------------------- | ------- | ---------- |
| Henrique Fagundes PN              | Aleixo Mendes de Carvalho PN Aloísio Cerqueira Lima PN | 271    | Aliança Popular (PDS, PPB, PN, PRP) | 3.236   | 0,20%      |
| Fontes:                           |                                                        |        |                                     |         |            |

### PMN
Os candidatos do PMN somaram 7.107 votos (0,45%).
| Candidatos a senador da República | Relação dos suplentes de senador | Número | Coligação                                       | Votação | Percentual |
| --------------------------------- | -------------------------------- | ------ | ----------------------------------------------- | ------- | ---------- |
| Roberto Pereira PMN               | -                                | 331    | Mobilização Social Progressista (PMC, PSC, PMN) | 2.694   | 0,17%      |
| Celson Batista de Oliveira PMN    | -                                | 333    | Mobilização Social Progressista (PMC, PSC, PMN) | 2.536   | 0,16%      |
| Ney Roldan Nascimento PMN         | -                                | 332    | Mobilização Social Progressista (PMC, PSC, PMN) | 1.877   | 0,12%      |
| Fontes:                           |                                  |        |                                                 |         |            |

### PS
| Candidatos a senador da República | Relação dos suplentes de senador          | Número | Coligação                                                | Votação | Percentual |
| --------------------------------- | ----------------------------------------- | ------ | -------------------------------------------------------- | ------- | ---------- |
| João Leal Neto PS                 | Flávio Testa PS Geraldo Jesus de Faria PS | 345    | Movimento Democrático de Brasília (PMDB, PCB, PCdoB, PS) | 8.002   | 0,49%      |
| Fontes:                           |                                           |        |                                                          |         |            |

### PND
| Candidatos a senador da República | Relação dos suplentes de senador | Número | Coligação           | Votação | Percentual |
| --------------------------------- | -------------------------------- | ------ | ------------------- | ------- | ---------- |
| Beatriz Soares PND                | - PND                            | 377    | PND (sem coligação) | 5.146   | 0,32%      |
| Lúcio Rennó PND 2                 | - PND                            | 373    | PND (sem coligação) | 3.506   | 0,22%      |
| Nerino de Melo e Silva PND 1      | - PND                            | 371    | PND (sem coligação) | 1.962   | 0,12%      |
| Guilherme Jorge da Silva PND 2    | - PND                            | 374    | PND (sem coligação) | 1.478   | 0,09%      |
| Fontes:                           |                                  |        |                     |         |            |

### PRP
Os candidatos do PRP somaram 9.284 votos (0,57%).
| Candidatos a senador da República | Relação dos suplentes de senador | Número | Coligação                           | Votação | Percentual |
| --------------------------------- | -------------------------------- | ------ | ----------------------------------- | ------- | ---------- |
| Doracílio Farias PRP              | -                                | 385    | Aliança Popular (PDS, PPB, PN, PRP) | 3.311   | 0,20%      |
| Palmério Serejo PRP               | -                                | 383    | Aliança Popular (PDS, PPB, PN, PRP) | 3.307   | 0,20%      |
| Waldemar Ferreira PRP             | -                                | 384    | Aliança Popular (PDS, PPB, PN, PRP) | 2.666   | 0,17%      |
| Fontes:                           |                                  |        |                                     |         |            |

### PSB
Os candidatos do PSB somaram 111.071 votos (6,87%).
| Candidatos a senador da República | Relação dos suplentes de senador | Número | Coligação           | Votação | Percentual |
| --------------------------------- | -------------------------------- | ------ | ------------------- | ------- | ---------- |
| Álvaro Costa PSB 2                | -                                | 404    | PSB (em sublegenda) | 52.590  | 3,26%      |
| Honório Dantas PSB 3              | -                                | 408    | PSB (em sublegenda) | 26.708  | 1,65%      |
| Nilson Curado PSB 1               | -                                | 401    | PSB (em sublegenda) | 13.884  | 0,86%      |
| Sebastião Abreu PSB 2             | -                                | 405    | PSB (em sublegenda) | 3.908   | 0,24%      |
| Byron Nagib de Souza PSB 3        | -                                | 409    | PSB (em sublegenda) | 3.470   | 0,21%      |
| Edson Jannuzi PSB 1               | -                                | 403    | PSB (em sublegenda) | 2.903   | 0,18%      |
| Altamira de Oliveira PSB 1        | -                                | 402    | PSB (em sublegenda) | 2.827   | 0,17%      |
| João Crisóstomo da Silva PSB 3    | -                                | 407    | PSB (em sublegenda) | 2.687   | 0,17%      |
| Ruy Rosa PSB 2                    | -                                | 406    | PSB (em sublegenda) | 2.094   | 0,13%      |
| Fontes:                           |                                  |        |                     |         |            |

## Deputados federais eleitos
São relacionados os candidatos eleitos com informações complementares da Câmara dos Deputados.

Representação eleita
  PMDB: 4
  PFL: 3
  PCB: 1

FonteːTSE
| Deputados federais eleitos | Partido | Votação | Percentual | Localidade onde nasceu | Unidade federativa | Notas       |
| Valmir Campelo             | PFL     | 46.189  |            | Crateús                | Ceará              |             |
| Maria de Lourdes Abadia    | PFL     | 46.106  |            | Bela Vista de Goiás    | Goiás              | [ nota 10 ] |
| Augusto Carvalho           | PCB     | 39.782  |            | Patos de Minas         | Minas Gerais       |             |
| Márcia Kubitschek          | PMDB    | 22.746  |            | Belo Horizonte         | Minas Gerais       | [ nota 11 ] |
| Geraldo Campos             | PMDB    | 22.736  |            | Aracaju                | Sergipe            |             |
| Jofran Frejat              | PFL     | 22.279  |            | Floriano               | Piauí              | [ nota 12 ] |
| Francisco Carneiro         | PMDB    | 18.367  |            | Sobral                 | Ceará              |             |
| Sigmaringa Seixas          | PMDB    | 11.476  |            | Niterói                | Rio de Janeiro     |             |